# 杜尔农
杜尔农（法語：Dournon，法語發音：[duʁnɔ̃]）是法国汝拉省的一个市镇，属于隆斯勒索涅区。

## 地理
杜尔农（46°55'58"N, 5°57'55"E）面积6.55 平方千米，位于法国勃艮第-弗朗什-孔泰大區汝拉省，该省份为法国东部内陆省份，北起上索恩省，西北接科多尔省，西临索恩-卢瓦尔省，南至安省，东与杜省和瑞士接壤。
与杜尔农接壤的市镇（或旧市镇、城区）包括：阿蒙新城、勒米、阿尔克苏蒙特诺、圣安娜、塞尔南。

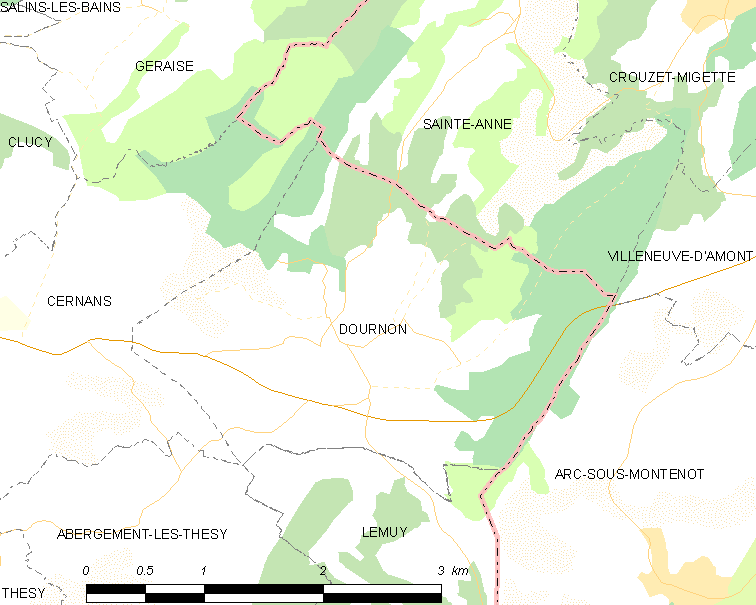
杜尔农的OSM定位图

杜尔农的时区为UTC+01:00、UTC+02:00（夏令时）。

## 行政
杜尔农的邮政编码为39110，INSEE市镇编码为39202。

## 政治
杜尔农所属的省级选区为阿尔布瓦县。

## 人口

1962-2008年间杜尔农人口变化图示

杜尔农于2022年1月1日时的人口数量为140人。